# Видей
Ви́дей (исл. Viðey, исландское произношение: [ˈvɪːðei] (слушать)о файле; дословно — «остров деревьев») — небольшой остров на западе Исландии возле Рейкьявика (община Рейкьявикюрборг региона Хёвюдборгарсвайдид). Расположен в акватории Кодла-фьорда залива Фахсафлоуи. Площадь поверхности — 1,7 км².

## География
Видей — крупнейший и наиболее доступный из пяти островов Кодла-фьорда. Остров находится в пределах прямой видимости из Рейкьявика и отделён от него небольшим проливом Видейярсюнд, ширина которого всего 600 м в самом узком месте.
Видей представляет собой сравнительно возвышенный остров площадью около 1,7 км²; самая высокая точка острова находится на высоте около 32 м над уровнем моря (вершина холма Скулахоудль, названного в честь Скули Магнуссона). Остров более низкий с юго-восточной стороны, но немного возвышается к северо-западу. Длина острова составляет 2,8 км, а ширина до 700 метров в самом широком месте.
Территориально Видей относится к общине Рейкьявикюрборг, но не относится ни к одному из десяти районов Рейкьявика, а включён в межселенные территории столицы, так называемый «Зелёный пояс» (исл. Græni Trefillinn).
Геологически Видей представляет собой остров вулканического происхождения — интрузию древнего вулкана, который действовал ещё во времена ледникового периода. Со временем он ушёл под воду и вновь поднялся над уровнем океана девять тысяч лет назад.
Большую часть острова занимают низкие холмы, кроме того на острове есть скальные образования и естественные водоёмы. На востоке острова расположены несколько базальтовых образований, привлекающих внимание необычной формой: Каттарнев (исл. Kattarnef, дословно — «нос кота»), Тоурснес (исл. Thórsnes, дословно — «мыс Тора») и Виркисхёвди (исл. Virkishöfði, дословно — «мыс крепости»). Базальтовые «колонны» есть и на западе, на утёсе Эйдисбьярг (исл. Eiðisbjarg, дословно — «утёс перешейка»).

## История

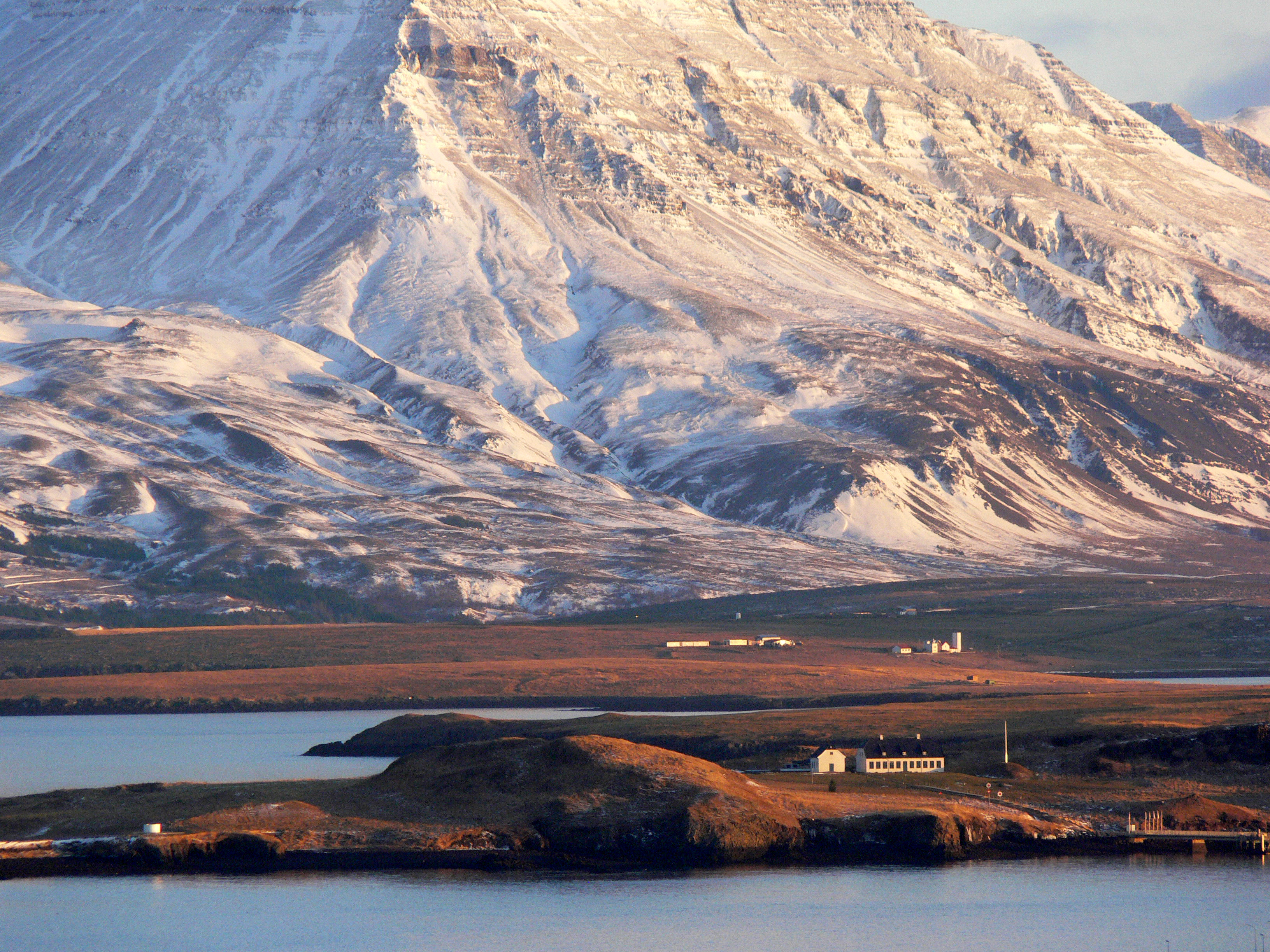
Вид на остров

Вероятно, впервые на остров высадились открывшие его ирландские монахи в X веке. В 1225 году в центре острова был основан монастырь Св. Августина. В XIII веке приор монастыря Стюрмир Карасон (1170?—1245), составил «Сагу о Святом Олафе». До наших дней сохранились её фрагменты. В 1539 году король Дании Кристиан III в рамках реформации церкви (перехода из католичества в лютеранство) отправил в Исландию войска. Датчане убили оказавших им сопротивление монахов, разграбили и сожгли дотла монастырь.
Одиннадцать лет спустя, в 1550-м году, последний католический епископ Исландии Йоун Арасон, возглавил вооружённое сопротивление лютеранам. Он начал восстанавливать монастырь и построил форт Виркид на востоке Видея для защиты от врагов. Несмотря на это, в том же году Йоун был схвачен датчанами и казнён.
В течение XVI и XVII веков на острове располагались дома, принадлежавшие альтингу, некоторое время действовала больница для больных проказой.
В 1751 году окружной судья Исландии Скули Магнуссон (1711—1794) решил поселиться на Видее. Известный датский архитектор Николай Эйтвед построил для него дом по образцу современных ему датских поместий. Дом на Видее был закончен к 1755 году и стал первым каменным сооружением в Исландии. Скули Магнуссон жил и работал в этом доме до самой смерти.
В 1774 году рядом с домом была построена церковь Видейяркиркья. Теперь это одна из старейших церквей Исландии, причём сохранившая первоначальный облик. Скули Магнуссон похоронен под её алтарём. После смерти Скули в 1794 году дом и всё его имущество перешло стифтамтману Исландии Оулавюру Стефенсену (1731—1812).

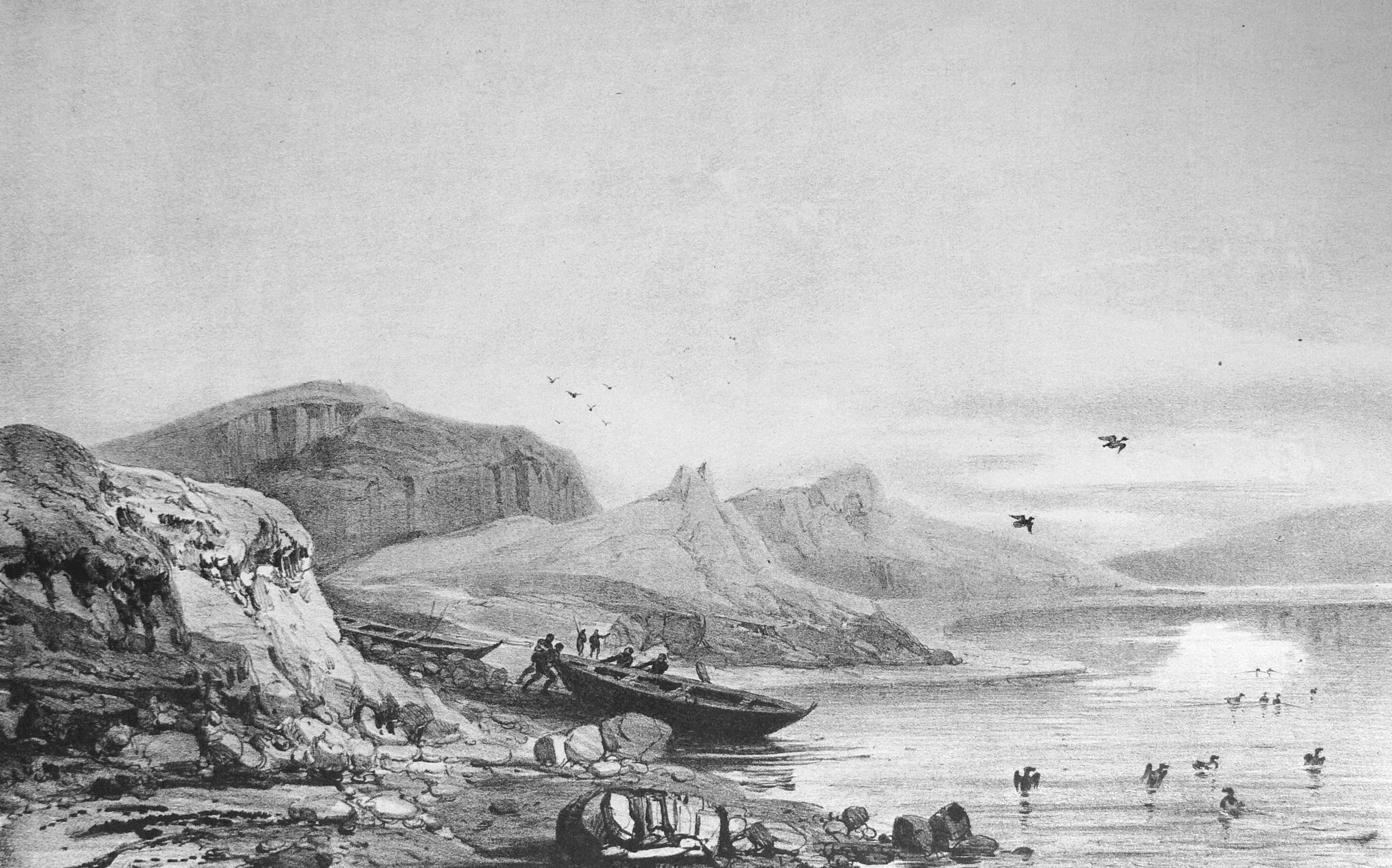
Остров Видей в 1836 году, литография из книги Жозефа-Поля Гемара

В 1817 году владельцем острова стал сын губернатора, судья Магнус Стефенсен (1762—1833), глава Национального высокого суда, издатель и просветитель. Он перевёз на остров единственную типографию в стране и с 1819 года печатал светские и духовные книги. Самая известная и самая большая напечатанная там книга в честь острова в просторечии называлась Видейской библией (Viðeyjarbiblía). Она была опубликована в 1841 году.
Некоторое время на острове действовало несколько предприятий, в том числе молочная ферма и рыбоперерабатывающий завод.

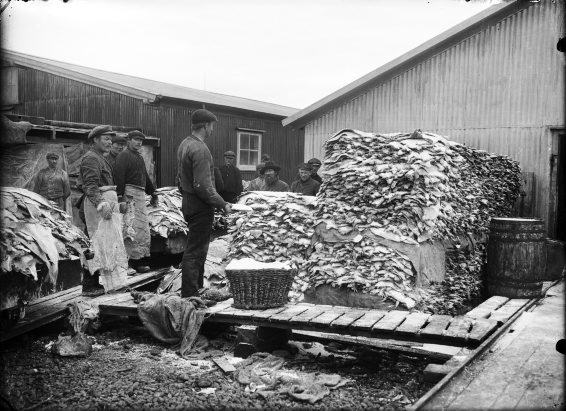
Рыбное производство на Видее, 1912 год

В начале XX века Видей становится важным рыболовецким портом, с 1907 по 1914 годы здесь располагается штаб-квартира одной из первых траулерных компаний в Исландии. Для работы в порту в деревне на востоке острова селится около ста человек. Однако с 1913 года в связи со строительством нового порта в Рейкьявике, роль Видея постепенно снижается. К 1931 году коммерческая деятельность на острове прекратилась. Последний житель острова оставил его в 1943 году.
25 октября 1944 года канадский эсминец «Скина», потерпевший крушение во время шторма, вынесло на мель в 15 метрах от острова. Из двух сотен членов экипажа погибло пятнадцать. Остальные были спасены командой исландцев под началом Эйнара Сигюрдссона, который впоследствии получил орден Британской империи за отвагу. Судно было списано и продано для разделки на металл государству Исландия в июне 1945-го. Винт эсминца был сохранён и установлен на причале Видея в память о погибших.
В 1986—1988 годах острову был возвращён первоначальный, исторический облик. Были реконструированы дом и церковь, созданы общественные территории и возведены уникальные скульптурные работы.

## Природа
Несмотря на название (исл. Viðey — «остров деревьев»), все деревья на острове были вырублены века назад. Нынешняя флора Видея представлена примерно 160 видами высших растений. На полях острова растёт тмин (впервые посеянный Скули Магнуссоном), ромашки, лютики и тысячелистник. Когда на острове жили люди, они выращивали здесь зерновые культуры и овощи.

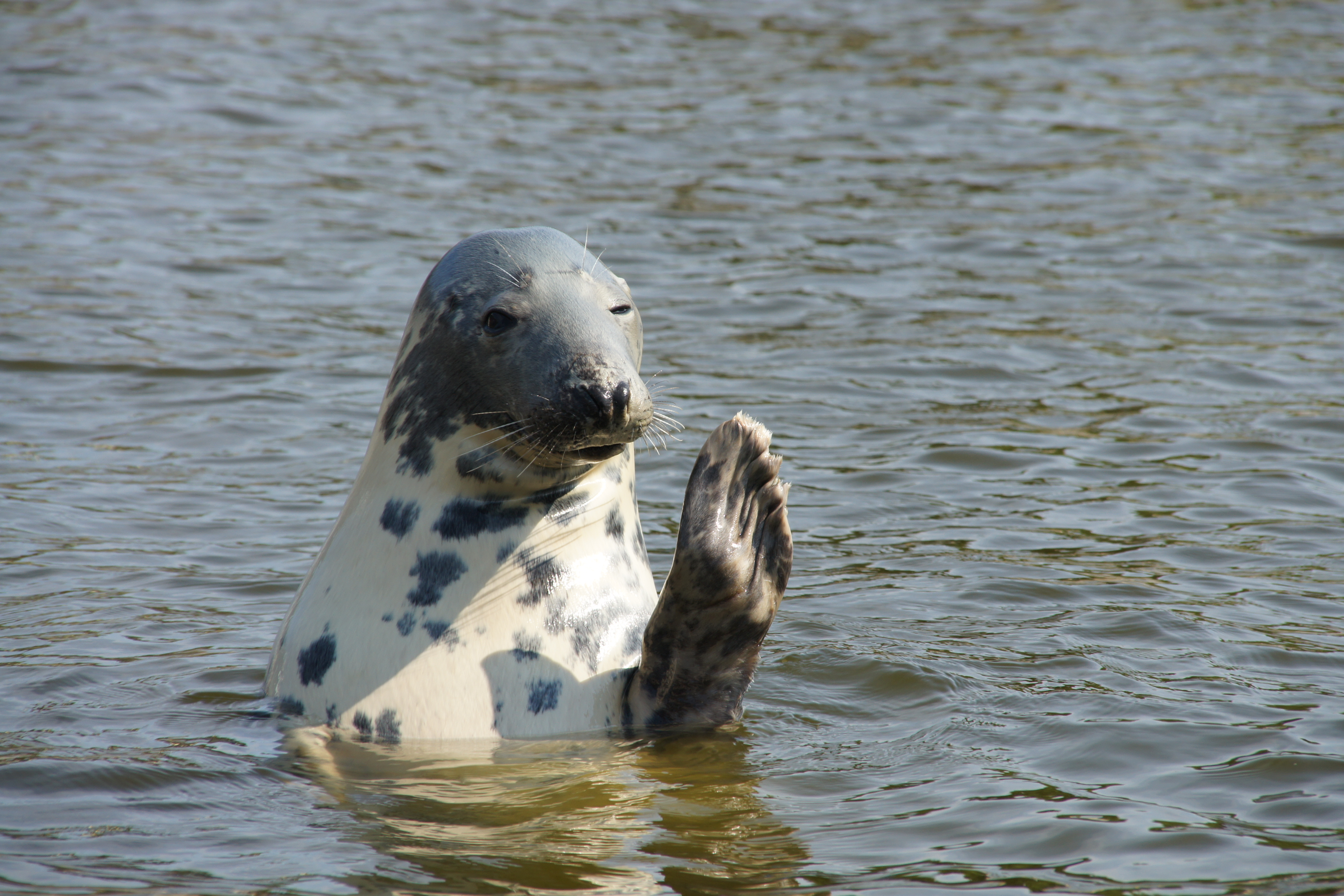
Длинномордый тюлень

Видей славится разнообразием птиц, на нём гнездится несколько десятков видов: гаги, глупыши, серые гуси, морские песочники, кулики-сороки, большие веретенники, полярные крачки, бекасы и другие.
Многие туристы приезжают на Видей специально, чтобы наблюдать за птицами.
Любопытно, что на Видее по непонятным причинам совершенно нет мышей. Сага о Торлаке рассказывает, что это — заслуга покровителя Исландии Святого Торлака (1133—1193): во времена, когда он был епископом Хоулара (1178—1193) он окропил землю Видея освящённой им водой и мыши, уничтожавшие посевы, исчезли без следа.
Отсутствие мышей на Видее является главным аргументом против идеи строительства моста до Рейкьявика.
В море возле Видея обитают различные виды рыб, тюлени и другие морские животные. Когда на острове жили люди, они разводили здесь коров, овец и домашних птиц.

## Транспорт и туризм
Добраться до острова можно примерно за пять минут на пароме.
На самом острове проложены широкие пешеходные и велосипедные дорожки. Неспешная прогулка с одного конца острова на другой и обратно займёт примерно полтора-два часа. Для туристов на Видее организуются конные прогулки.
Остров — одно из популярных мест отдыха жителей Рейкьявика и иностранных туристов. Здесь есть детская игровая площадка и ресторан.

## Достопримечательности

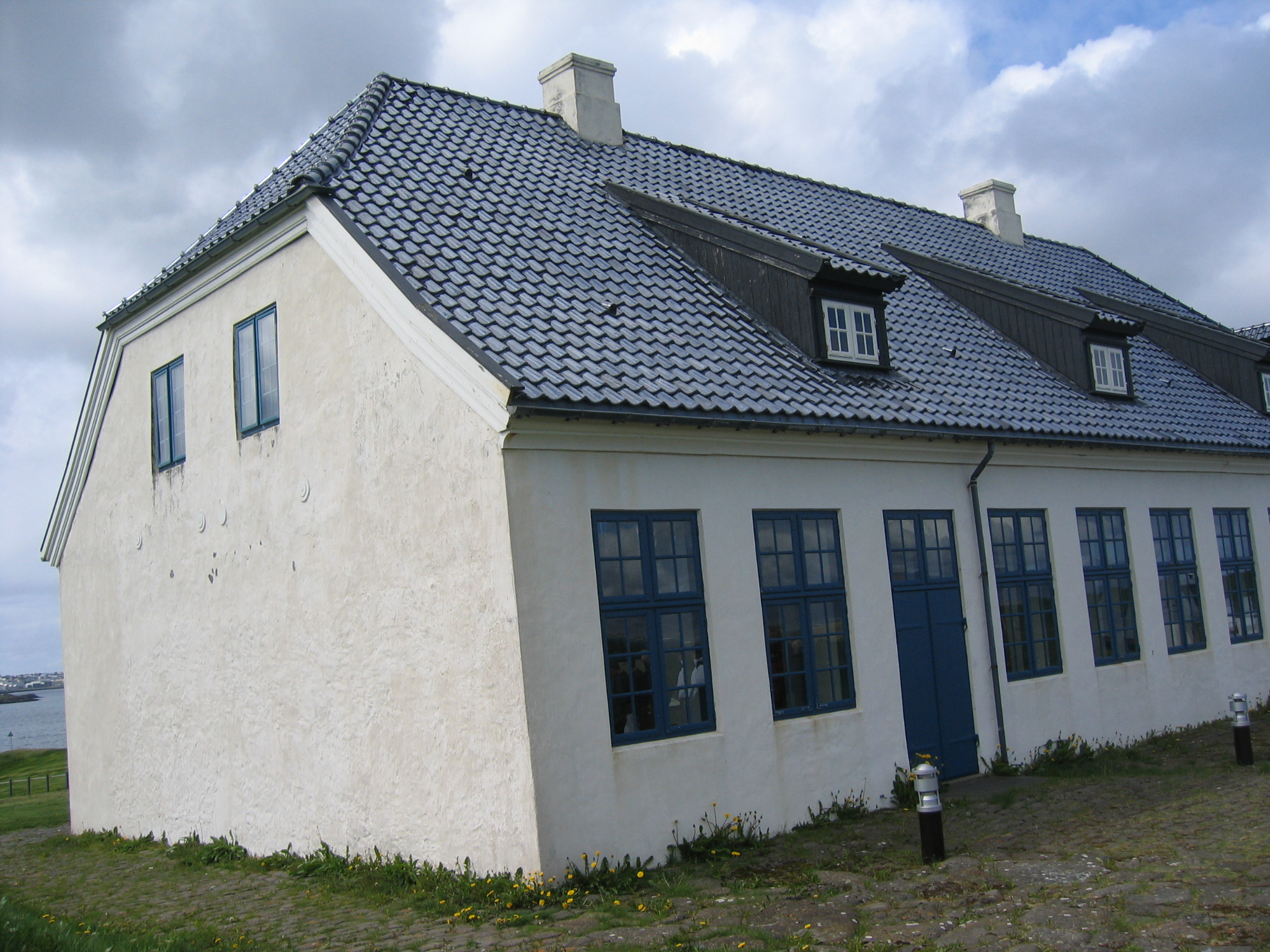
Дом на Видее

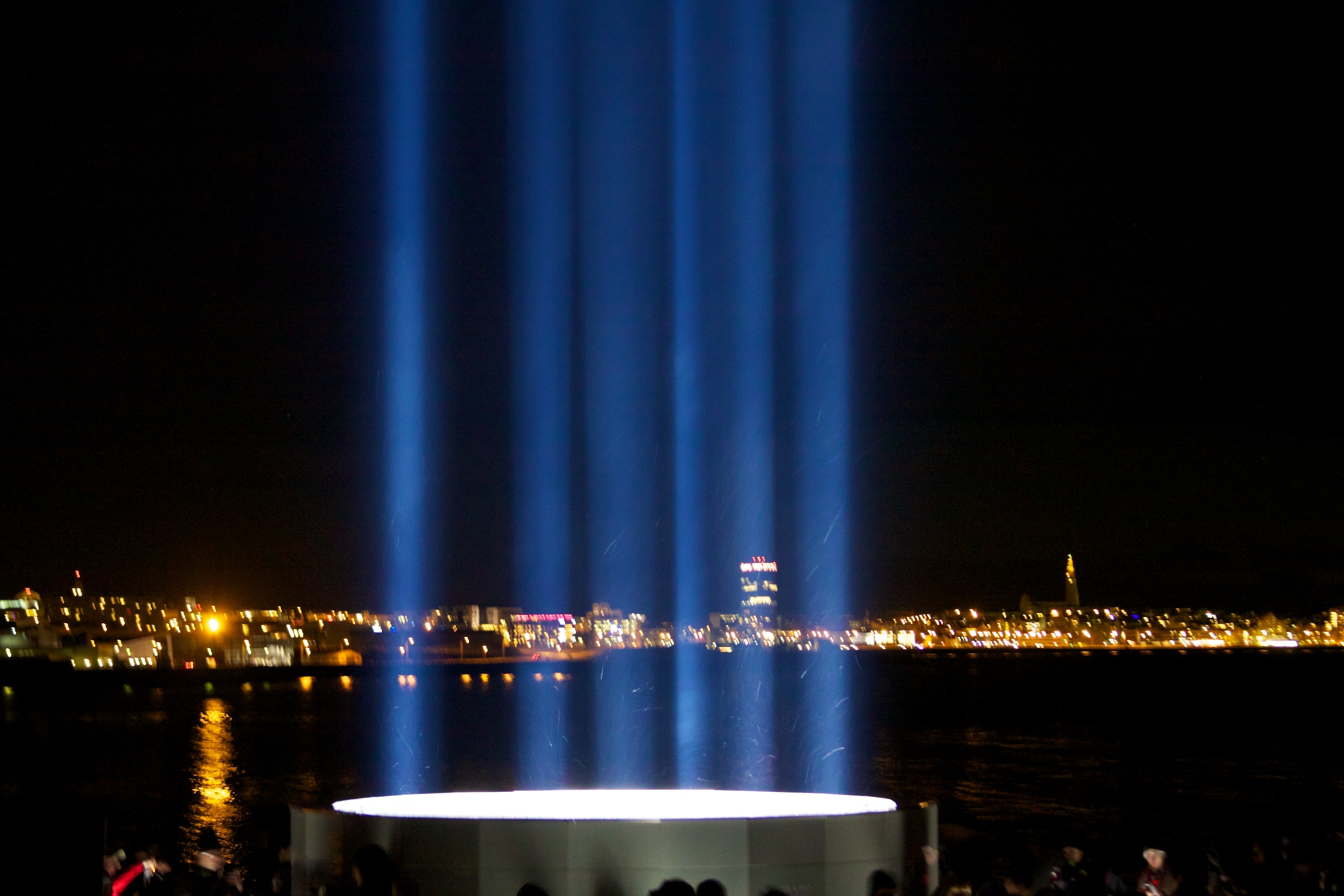
Башня Мира

- Дом на Видее. Первый каменный дом в стране сейчас представляет собой музей, где воссоздан быт XVIII века, когда здесь жил Скули Магнуссон. Банкетный зал до сих пор используется для традиционных вечеринок.
- Церковь на Видее. Каменная церковь интересна не только уникальным обликом, но и интерьером, который практически весь (скамьи, двери, изделия из дерева и т. д.) сохранился с момента постройки. Церковь на Видее — популярное место для свадеб.
- Башня Мира, построенная художницей Йоко Оно, вдовой музыканта Джона Леннона в 2007 году. Башня состоит из 15 прожекторов с призмами, которые действуют как зеркала, отражая столб света вертикально в небо на высоту до 4000 метров. Башня светится каждый год с 9 октября (день рождения Леннона) по 8 декабря (день его смерти) и иногда в некоторые праздники и знаменательные даты.
- «Вехи» (Áfangar), скульптурная композиция американца Ричарда Серра — девять пар базальтовых колонн, образующих круг. Сооружена в 1988 году.
- Пирамида из камней на вершине холма Данадис (Danadys — «могила датчан») в память о датчанах, убитых при захвате августинского монастыря.
- Статуя Девы Марии в память о католиках, которые жили и умерли на Видее.
- Руины форта Виркид.
- Памятник Скули Магнуссону.
- Памятник погибшим морякам со «Скины».
- С 2005 по 2007 годы на острове располагался «Слепой павильон» (Blindiskalinn) — павильон из двухсот чёрных и прозрачных стёкол, спроектированный Олафуром Элиассоном.